# 费米国立加速器实验室
费米国立加速器实验室（Fermi National Accelerator Laboratory，缩写为或），简称费米实验室，是隶属于美国能源部的一所国家实验室，位于美国伊利诺斯州巴达维亚附近的草原上。

費米實驗室是美國最重要的物理研究機構之一，其主要探索領域為高能物理學，擁有世界上第二高能量的粒子加速器，僅次於歐洲核子研究組織的大型強子對撞機。此外，費米實驗室在微中子的探索方面亦有卓越的成就，更有「世界微中子首都」之美稱。

## 歷史
实验室成立于1967年，原名为“国立加速器实验室”，主要研究领域为高能物理学、粒子物理学。第一任所长是罗伯特·赖斯本·威尔逊。实验室的原则是杰出的科学、艺术的瑰丽、土地的守护神、经费上精打细算和机会均等。1974年为纪念美国物理学家恩里科·费米而更名为“费米国立加速器实验室”。
费米实验室曾拥有质子-反质子对撞机兆電子伏特加速器（Tevatron, 980GeV×980GeV），附属有两大探测器CDF和D∅。2008年9月歐洲粒子物理研究中心建成的大型强子对撞机，设计可產生七倍於費米實驗室記錄的能量。2011年9月30日，兆電子伏特加速器被正式关闭。
费米实验室现为美国仅有的一个单一研究目标实验室。

## 發現
1995年3月2日，费米实验室宣布在兆電子伏特加速器上发现第六種夸克：顶夸克。